# Lilium sherriffiae
Lilium sherriffiae  (лат.) — вид цветковых растений рода Лилия (Lilium) семейства Лилейные (Liliaceae). Впервые описан британским ботаником Уильямом Томасом Стерном в 1950 году.

## Распространение
Вид известен из Бутана и Непала.

## Ботаническое описание
Луковичный геофит.
Луковица размером около 2—5×2 см.
Листья линейно-ланцетной формы.
Цветков по одному (редко двум) на растении. Цветки колокольчатой формы, поникающие, красновато-коричневые с золотистым оттенком на внутренней стороне; лепестки эллиптические, прямые.
Плод — продолговатая коробочка.